# Denis Rouvre
Denis Rouvre (* 1967 Epinay) je současný francouzský portrétní, reklamní a módní fotograf.

## Život a dílo
Vystudoval fotografii na École National Louis Lumière.
Své modely uzavírá do neutrálního prostoru – vlastní speciální pojízdné studio, tvořené kabinou vystlanou bílou kožešinou. Do té umísťuje celebrity a nechává je vybrat z dvanácti možných pozic a poloh jednu, ve které se sami cítí uvolněně. Používá nejrůznější předměty k dosažení co největšího „uvolnění“ svých modelů, kteří tak na svém vlastním portrétu spolupracují. Výsledkem je obraz zachycující spontánnost a čistý entuziasmus, portrétovaní na jeho snímcích mají originální výraz tváře či gesta.
Spolu s dalšími autory jako jsou například Stephan Zaubitzer, Thibault Cuisset, Olivier Mirguet, Manuel Litran, Gautier Deblonde nebo Cédric Delsaux vystavoval na polském festivalu Transfotografia. V roce 2005 se zúčastnil fotografické výstavy Rencontres d'Arles. V roce 2004 se zúčastnil Filmového festivalu v Cannes.
V současnosti (2010) žije a pracuje v Paříži.

## Citáty
Přirovnává fotografování slavných osobností k „nebezpečnému cviku“ , který spočívá v tom, že se fotograf hodinu obtížně snaží něco objevit. Jak sám říká: „Vyjevit fotografií záblesk upřímnosti, který střídá odmítnutí.“